# Chiesa dei Santi Pietro e Paolo (Vigarano Pieve)
La chiesa dei Santi Pietro e Paolo è un luogo di culto sito nel centro dell'abitato di Vigarano Pieve, frazione del comune di Vigarano Mainarda, in provincia di Ferrara, sede parrocchiale e sita nel vicariato del Beato Giovanni Tavelli da Tossignano dell'arcidiocesi di Ferrara-Comacchio.

## Storia

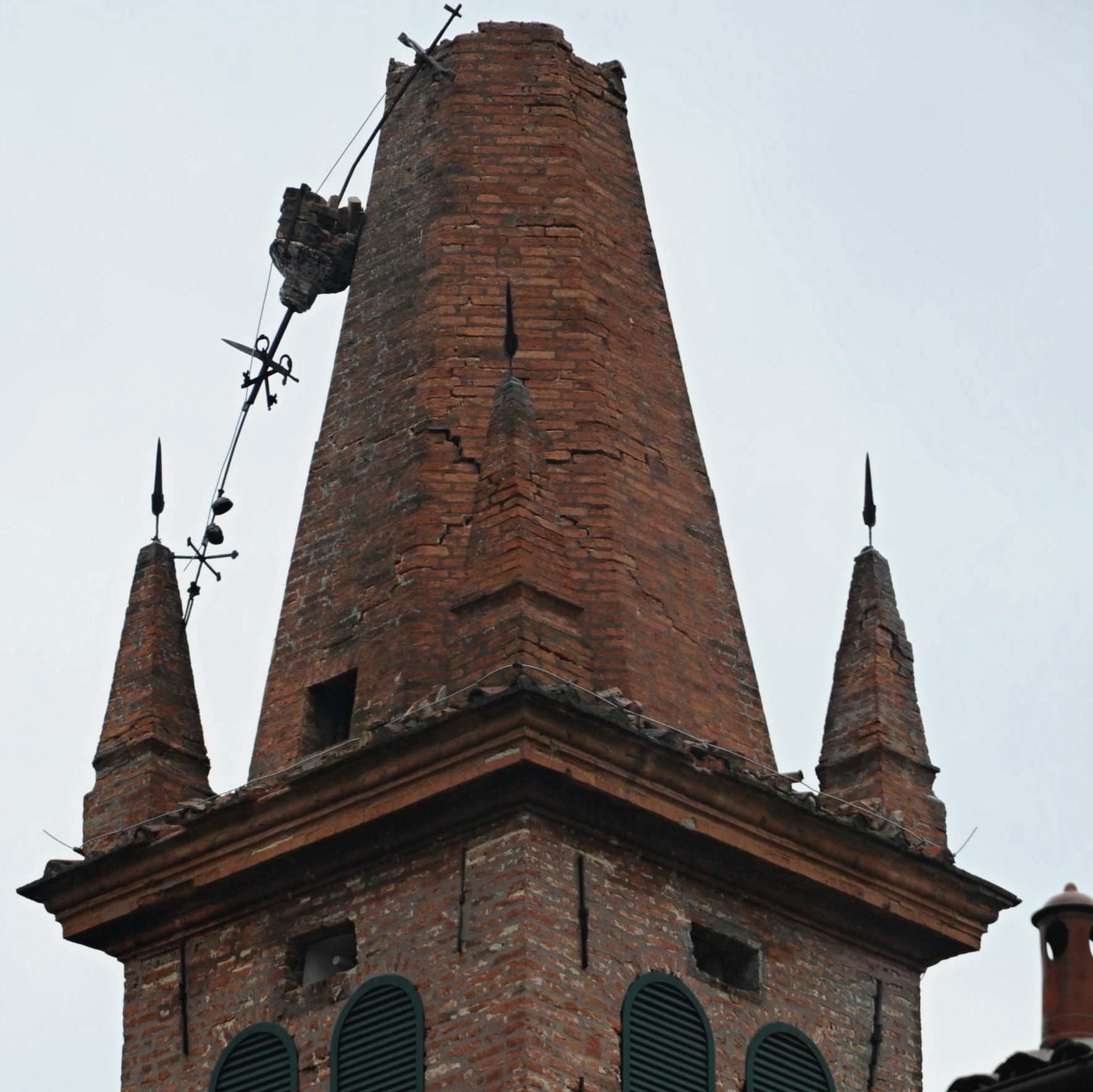
La sommità del campanile danneggiata dal terremoto del maggio 2012.

La primitiva pieve di Vigarano, dedicata a Santa Maria, venne costruita probabilmente nell'XI secolo. Le sue filiali erano le chiese di Cassana, Casaglia e Ravalle. L'edificio fu poi rifatto nel Cinquecento. Nel 1709 alcuni soldati tedeschi devastarono la pieve, spogliandola di ogni bene. L'attuale parrocchiale venne edificata su progetto di Antonio Foschini tra il 1760 ed il 1776 e consacrata l'anno successivo dall'arcivescovo Alessandro Mattei.
Nel 2012 la chiesa, come altri edifici dell'abitato, è rimasta lesionata dal terremoto dell'Emilia del maggio 2012, rivelando i suoi effetti all'esterno nella parte superiore del campanile. Vista l'entità delle lesioni l'edificio rimase chiuso nei sei anni successivi e solo nel settembre 2018 vennero avviati i definitivi lavori di restauro per ripristinarne aspetto e agibilità.

## Interno
Opere di pregio custodite all'interno della chiesa sono le statue della Madonna, di Sant'Antonio Abate e dei Santi Pietro e Paolo, una pala dipinta dal Bastianino e gli stalli in noce del coro, sui quali sono incisi i nomi dei paesi le cui chiese erano anticamente sottoposte alla pieve di Vigarano.